# Эль-Бальяна
Эль-Ба́льяна — город и центр района в губернаторстве Сохаг в Египте. Находится в южной части губернаторства, в 50 км к югу от Сохага, на левом берегу Нила. В древности неподалёку находился древнеегипетский город Абидос. Население города 46 997 человек (2006).
Торговый центр местного значения.

## Район
Площадь района составляет 1230 км².